# Chōtarō Hanada
Chōtarō Hanada (花田長太郎) (né le 6 juillet 1897 - 28 février 1948) est un joueur professionnel de shogi neuvième dan né à Hakodate, préfecture de Hokkaidō au Japon. C'est un disciple de Sekine Kinjiro et le mentor de Nobuhiko Sakaguchi, Masao Tsukada, Mitsuyi Aramaki et Hisao Hirotsu.
Il termine second de la ligue destinée à couronner le premier Meijin par mérite (1935-1937).
En 1943, il gagne le tournoi de sélection qui lui permet d'affronter le meijin Yoshio Kimura, mais perd le match préliminaire par 2-0 contre ce dernier.
En 1948, lors du 7e Meijin, terminant dans les 3 premiers de la Classe A, il est qualifié aux côtés de Kōzō Masuda, Genichi Ohno et Yasuharu Oyama mais très malade, il meurt le 28 février 1948.

## Palmarès année par année
| 1935-1937 | 1er Meijin    | A | 13-2 | Jun-Meijin        |
| 1938-1940 | 2e Meijin     | A | 1-7  | 10e               |
| 1940-1942 | 3e Meijin     | A | 4-3  | 6e                |
| 1943      | 4e Meijin A   | A | 0-1  | 10/17e            |
| 1943      | 4e Meijin B   | A | 1-1  | 6-9e              |
| 1944      | 4e Meijin C   | A | 4-0  | Pretendant Meijin |
| 1944      | 4e Meijin C   | A | 0-2  | Yoshio Kimura     |
| 1944      | 4e Meijin D   | A | 0-1  | 10/17e            |
| 1946/1947 | 6e Meijin     | A | 6-7  |                   |
| 1947-1948 | 7e Meijin     | A | 9-5  | 5e                |
| 1947-1948 | 1er Zen-Nihon |   | 0-1  | 7-12e             |